# Boureni (okręg Jassy)
Boureni – wieś w Rumunii, w okręgu Jassy, w gminie Moțca. W 2011 roku liczyła 1417 mieszkańców.